# اخترپیشانی رنگین‌کمانی
اخترپیشانی رنگین‌کمانی (نام علمی: Coeligena iris) گونه‌ای از مرغ‌های مگس در تبار «خورشیدرخشان‌تباران» (Heliantheini) در زیرتیرهٔ (Lesbiinae است. در اکوادور و پرو یافت می‌شود.